# Вильлонг-д’Од
Вильло́нг-д’Од (фр. Villelongue-d'Aude) — коммуна во Франции, находится в регионе Лангедок — Руссильон. Департамент коммуны — Од. Входит в состав кантона Лиму. Округ коммуны — Лиму.
Код INSEE коммуны — 11427.

## Население
Население коммуны на 2008 год составляло 325 человек.
| 1962 | 1968 | 1975 | 1982 | 1990 | 1999 | 2008 |
| ---- | ---- | ---- | ---- | ---- | ---- | ---- |
| 245  | 305  | 260  | 258  | 286  | 279  | 325  |

## Экономика
В 2007 году среди 223 человек в трудоспособном возрасте (15—64 лет) 151 были экономически активными, 72 — неактивными (показатель активности — 67,7 %, в 1999 году было 67,1 %). Из 151 активных работали 123 человека (64 мужчины и 59 женщин), безработных было 28 (14 мужчин и 14 женщин). Среди 72 неактивных 22 человека были учениками или студентами, 19 — пенсионерами, 31 было неактивным по другим причинам.

## Достопримечательности
- Военный мемориал
- Романская башня
- Часовня св. Варвары